# United Power Vehicle Company
United Power Vehicle Company war ein US-amerikanischer Hersteller von Automobilen.

## Unternehmensgeschichte
Das Unternehmen wurde Anfang 1901 gegründet. Beteiligt waren W. Myron Reynolds als Präsident, Louis J. Harris als Generalmanager und mechanischer Ingenieur sowie James McNab als Schatzmeister. Der Sitz war in New York City. Im gleichen Jahr begann die Produktion von Automobilen. Der Markenname lautete United Power. Das Angebot umfasste ein umfangreiches Sortiment. Dazu gab es drei Werke. Im ehemaligen Werk der International Motor Carriage Company in Stamford in Connecticut entstanden Dampfwagen. Elektroautos kamen aus einem Werk in Rutland in Vermont und Fahrzeuge mit Ottomotor aus Springfield in Massachusetts. Noch 1901 endete die Produktion.

## Fahrzeuge
Als Antriebe standen Dampf-, Elektro- und Ottomotoren zur Wahl. Als Karosserievarianten sind Runabout für 650 US-Dollar, Dos-à-dos für 900 Dollar, Surrey und Victoria genannt. Daneben gab es Lieferwagen und Lastkraftwagen, die zwischen 1500 und 2000 Dollar kosteten. Außerdem wird ein Palatial Coach genannt. Dies war ein Omnibus mit 60 Sitzen für die Pan-American Exposition.